# Le Grand Son
 (juillet 2014).
Si vous disposez d'ouvrages ou d'articles de référence ou si vous connaissez des sites web de qualité traitant du thème abordé ici, merci de compléter l'article en donnant les références utiles à sa vérifiabilité et en les liant à la section « Notes et références ».
Le Grand Son, anciennement Rencontres Brel, était un festival de chanson française et de musiques du monde se déroulant à Saint-Pierre-de-Chartreuse depuis 1988. Il a été créé par l'association L’Éphémère.

## Historique
En 2017, pour la 30e édition et à la suite de l’évolution de la programmation incluant les musiques du monde, le festival change de nom en devenant Le Grand Son. Ce nouveau nom fait également référence au Grand Som proche du site où se déroule l'événement.
Par ailleurs, les organisateurs ont eu à faire face à un obstacle majeur pour la pérennité des "Rencontres Brel", à savoir le dépôt du nom de Brel par la famille de l'artiste belge disparu le 9 octobre 1978 à l'âge de 49 ans.
En 2019, l'édition est annulée et le festival ne pouvant faire face aux difficultés financières annonce sa fin.

## Programmation

### Édition 2006
En 2006, s'est déroulée la 19e édition de ce festival. Elle a eu lieu du 18 au 23 juillet 2006. Les artistes présents sont : Khaban', Allain Leprest, Jérémie Kisling, Thomas Fersen, Souad Massi, Lo'Jo, Les Wriggles, Fred Radix, Liga Quintana, Les Couzins, L'émigrant, Sematazonz, Les Hurlements d'Léo, Debout sur le zinc, K2R Riddim, Michael Clement, Caina, Fleuve Congo.